# Антонио Лопес де Санта Ана
Антонио Лопес де Санта Ана (на испански: Antonio López de Santa Anna) е мексикански военен, политически и държавен деец, генерал и генералисимус. Заема 7 пъти поста президент на Мексико между 1833 и 1855 г.
По време на неговото управление Мексико се оказва въвлечена във войната за независимост на Тексас, тогава част от територията на Мексико (1835 – 1836 е заловен в плен) и Мексканско-американската война (1846 – 1848).
В резултат на войната Мексико губи голяма част от своята територия.
През 1855 г. Санта Ана е свален от поста президент.